# هانسن (ماساچوست)
هانسن، ماساچوست
هانسن(به انگلیسی: Hanson) شهرکی در شهرستان پلیموت ایالت ماساچوست می‌باشد که در سال ۱۸۲۰ بنیان‌گذاری شده‌است. این شهرک در سرشماری سال ۲۰۱۰ میلادی، ۱۰٬۲۰۹ نفر جمعیت داشته‌است.